# 罗马尼亚华人
罗马尼亚华人是罗马尼亚少数族群之一。

## 历史
中华人民共和国和罗马尼亚作为社会主义阵营成员有着几十年的经济文化交流史。前任中共中央总书记、中国国家主席江泽民曾在罗马尼亚呆过一段时间，能讲流利的罗马尼亚语。但中国大规模向罗马尼亚移民仅仅始于20世纪80和90年代，其中大部分是独立的商人。21世纪初，由于罗马尼亚向西欧移民导致劳动力短缺，因此开始从中国引进劳动力。
根据2002年的人口普查，罗马尼亚有2,249名中国人，但大众媒体的估计值要高些。1998年《国际先驱论坛报》的一篇报道称罗马尼亚约有一万到四万中国人。后来中国官方通讯社新华社在2004年发布的估计值为1万人。罗马尼亚报纸《Adevărul》2005年称约有4,000到5,000人，90年代20,000人，之后有所下降。大部分人来自温州和河南省，部分工人来自吉林省和山东省。他们集中于布加勒斯特，大部分人到达罗马尼亚之后就结了婚，并有了孩子，使得人数增加。

## 行业
《中国日报》2009年预计在罗华人中约有3,000人为移民工人，从事纺织、造船、建筑、农业。由于全球经济滑坡，很多人失业，寻求中国大使馆协助回国。2009年2月有209人回国，随后又有150人。罗马尼亚也有来自中国的小商贩，1989年以来大量涌入罗马尼亚。他们从家乡的国营工厂购买商品销往罗马尼亚。
中国商人往往成为被抢劫对象，尤其是女商人。窃贼对受害者习惯和时间安排十分熟悉。中国媒体认为当地罪犯导致犯罪率上升，但罗马尼亚媒體的一篇报道称大部分犯罪是由[[人口]販賣]和收取保护费的中国黑社会所犯下，他们1993年到2001年间已经杀害了超过20个中国人。

## 媒体
一份面向罗马尼亚中国移民的中文报纸《Chinezii din Romania》（旅羅華人報）于1999年在布加勒斯特创办。2005年为周报，每期20页，发行量500份，主编李建华自2005年起在罗马尼亚。除此之外还有三份中文报纸。